# Nuno Miguel Pinto Lopes Araújo
Nuno Miguel Pinto Lopes Araújo ou Nuno Araújo est un joueur international mozambicain de rink hockey. Il évolue, en 2015, au sein du AD Valongo.

## Palmarès
En 2015, il participe au championnat du monde de rink hockey en France.